# Eisack
Az Eisack (olaszul: Isarco, ladin nyelven Isarch, latinul: Isarcus) folyó Észak-Olaszországban, Dél-Tirol második legnagyobb folyója. A Brenner-hágó déli oldalán, a Wipp-völgyben ered, és az Eisack-völgyön át Bozen (Bolzano város közelében a Etsch (Adige) folyóba ömlik.

## Földrajzi fekvése
Az Eisack (Isarco) az Etsch (Adige) után Dél-Tirol második legnagyobb folyója. A Brenner-hágó déli lejtőjén, a Wipp-völgyben (Alta Vall’Isarco) ered, 1990 m tszf magasságban. Először a Wipp-völgyön folyik át. Vahrn (Varna) községtől kezdődik a folyó nevét viselő völgy (Eisacktal, Valle Isarco, ladin nevén Val dl Isarch). A forrástól mintegy 100 km megtétele után Bozen várostól délre a kisebb vízhozamú Etsch (Adige) folyóba ömlik, amely Dél-Tirolt és Trentinót dél felé elhagyva Veneto területén az Adriai-tengerbe torkollik. Vízgyűjtő területének nagysága kb. 4200 km².
Fontosabb helységek a folyó mentén: Sterzing (Vipiteno), Franzensfeste (Fortezza), Brixen (Bressanone), Klausen (Chiusa), Waidbruck (Ponte Gardena) és Blumau (Prato all’Isarco). A folyó felső, magashegyi szakaszán rafting túrákat szerveznek.
Legnagyobb bal oldali mellékfolyója bővizű Rienz (Rienza), amely a Drei Zinnen alatt ered, a Puster-völgyön át érkezik kelet felől, és Brixennél egyesül az Eisack-kal. A legnagyobb jobb oldali mellékfolyó a Sarn-völgyből érkező Talfer (Talvera). Az Eisack folyót tápláló további hegyi vízfolyások a Ridnauner-patak, a Pflerscher-patak, a Pfitscher-patak, a Villnößer-patak, a Grödeni-patak (Grödner Bach), a Tierser-patak és az Eggen-völgyi patak (Eggentaler Bach).

## Történelme, nevének eredete
A kutatások jelenlegi állása szerint a folyó német nevének töve (es vagy is) indoeurópai eredetű, folyóvizet jelent, a modern német nyelvben a „jeget” jelentő Eis szóban maradt fenn. Hasonló szótő fedezhető fel a csehországi Jizera (Iser), a lengyelországi Izera, a francia Isère, az ausztriai Isel, a bajorországi Isar és a hollandiai IJssel (ejtsd: ejszel) folyóvizek nevében. A 7. század elején bevándorló bajuvárok ehhez illesztették a „patakot” jelentő Ache szót, az így keletkezett Eisach névforma és írásmód egészen a 19. századig használatban volt.
A folyó latin neve (Isarcus) a Kr.u. 15-ben épült Tropaeum Alpium nevű római győzelmi emlékművön lelhető fel (Monacóban). Az Isarci nevű rét törzs nevét őrzi, ezt vették át az olaszok.
A középkorban épült a bozeni Eisack-híd. A fából készült cölöphíd Bozen óvárosától délre keresztezte a folyót. Mind a helyi, mind a Brenner-hágón átmenő távolsági forgalom fontos átkelőhelye volt. Az 1239–1272 közötti időből ránk maradt helyi rendelet részletesen szabályozza az Eisack-híd felügyeletét és karbantartását, és a híd uraként Tirol grófjait nevezi meg. A 19. században a régi fahidat lebontották, helyére a mai vasúti hidat és a közúti Loreto-hidat építették.
Az Eisack folyó évszázadok óta rendszeresen kiöntött és elárasztotta Bozen város területét. A város első ismert látképét, melyen a középkori cölöphíd is látható, éppen az 1541-es pusztító árvíz után készíttette el Leonhard Hörtmair polgármester, ezt mellékelte az innsbrucki tartományi kormányzathoz küldött jelentéséhez, amelyben dokumentálta a károkat és pénzügyi segítséget kért a helyreállításhoz.
Klausen (Chiusa) alatt három régi, fedett fahíd keresztezi az Eisack folyót, ezeket csak gyalogosok és kerékpárosok használhatják, közúti járművek nem. A közutak számára több alpesi völgyhíd épült.

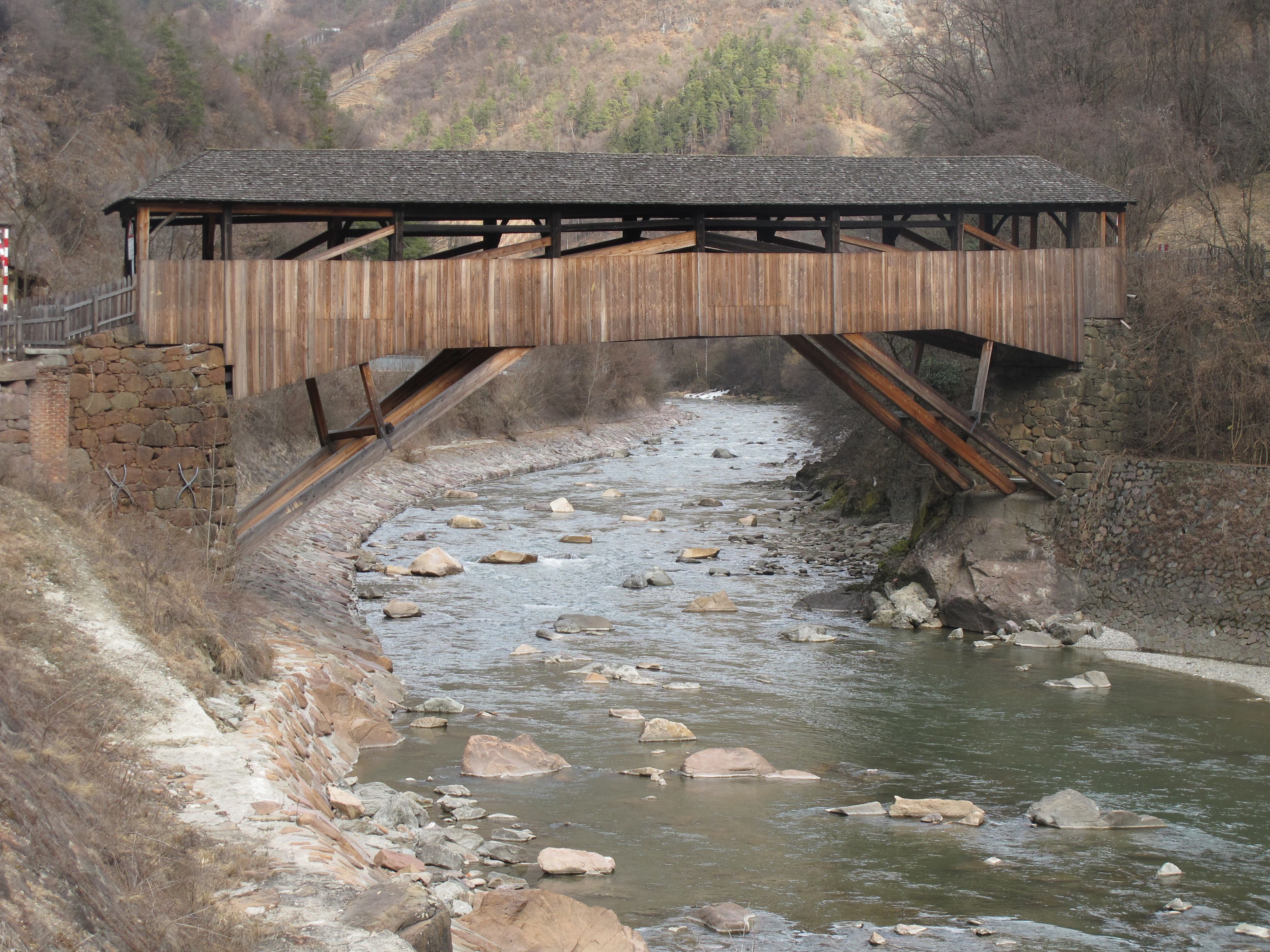
A Törggele-híd
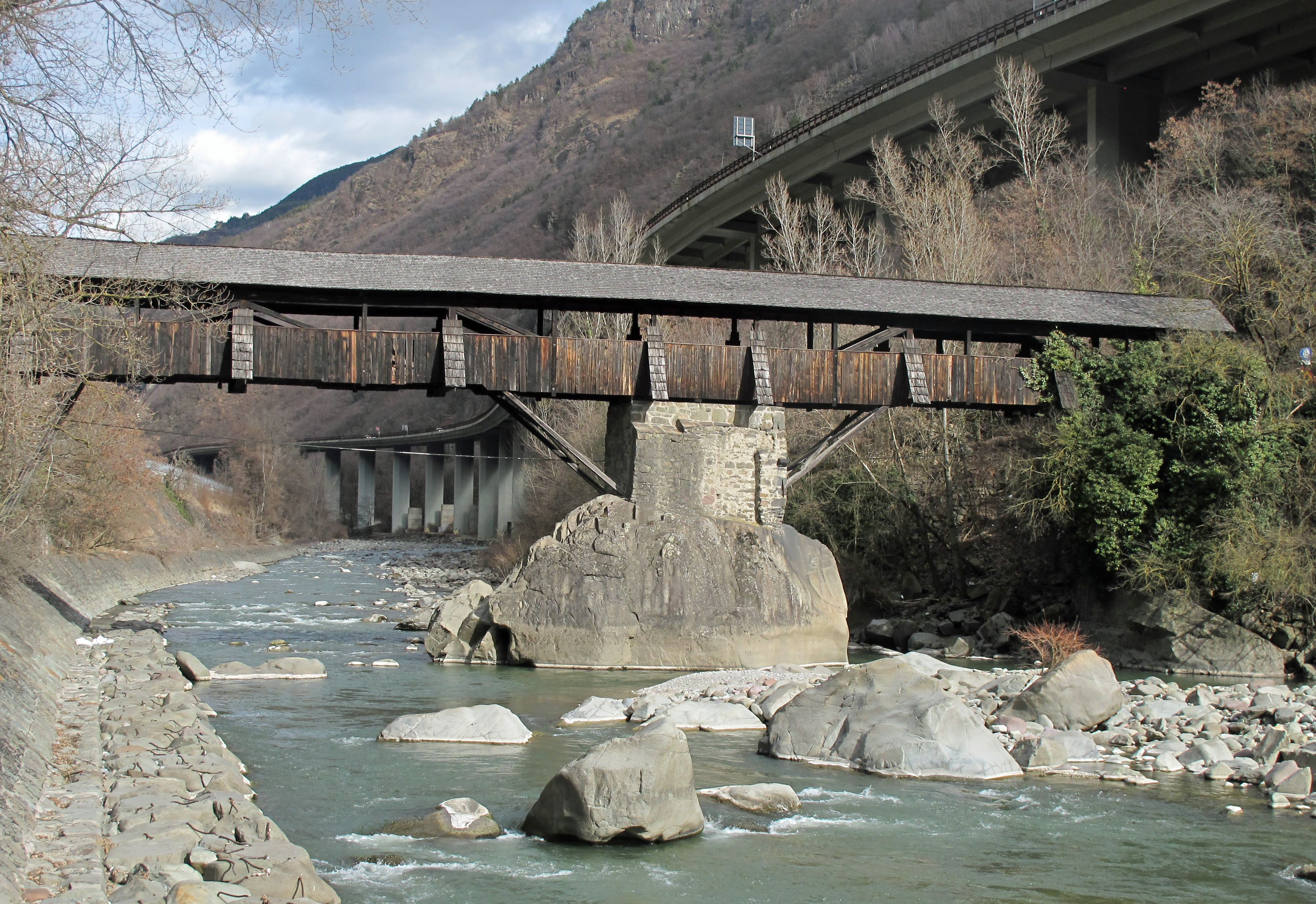
Az atzwangi híd
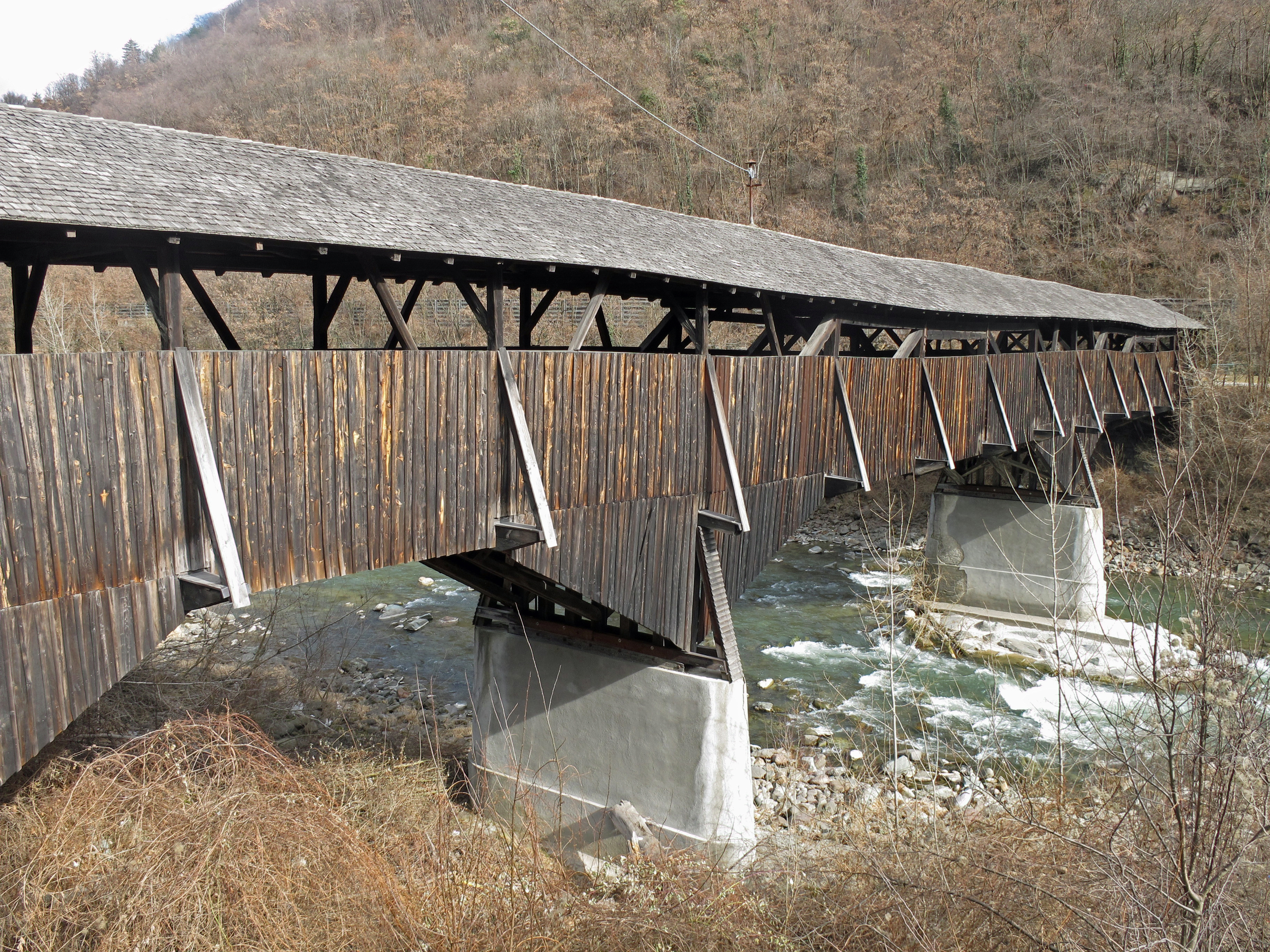
A stegi híd
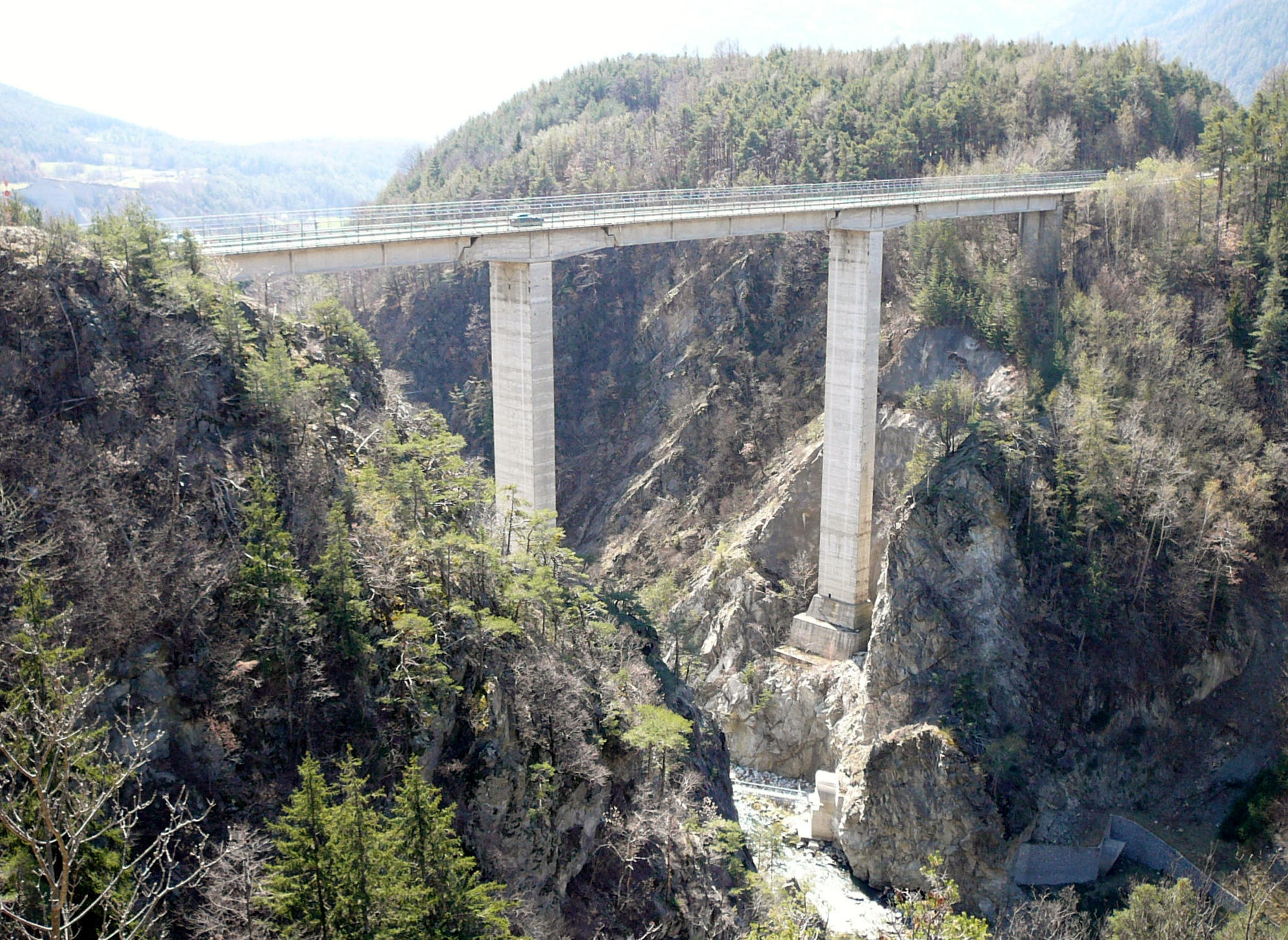
Az aichai (aicai) autópálya-híd

## Vízierőművek a folyón

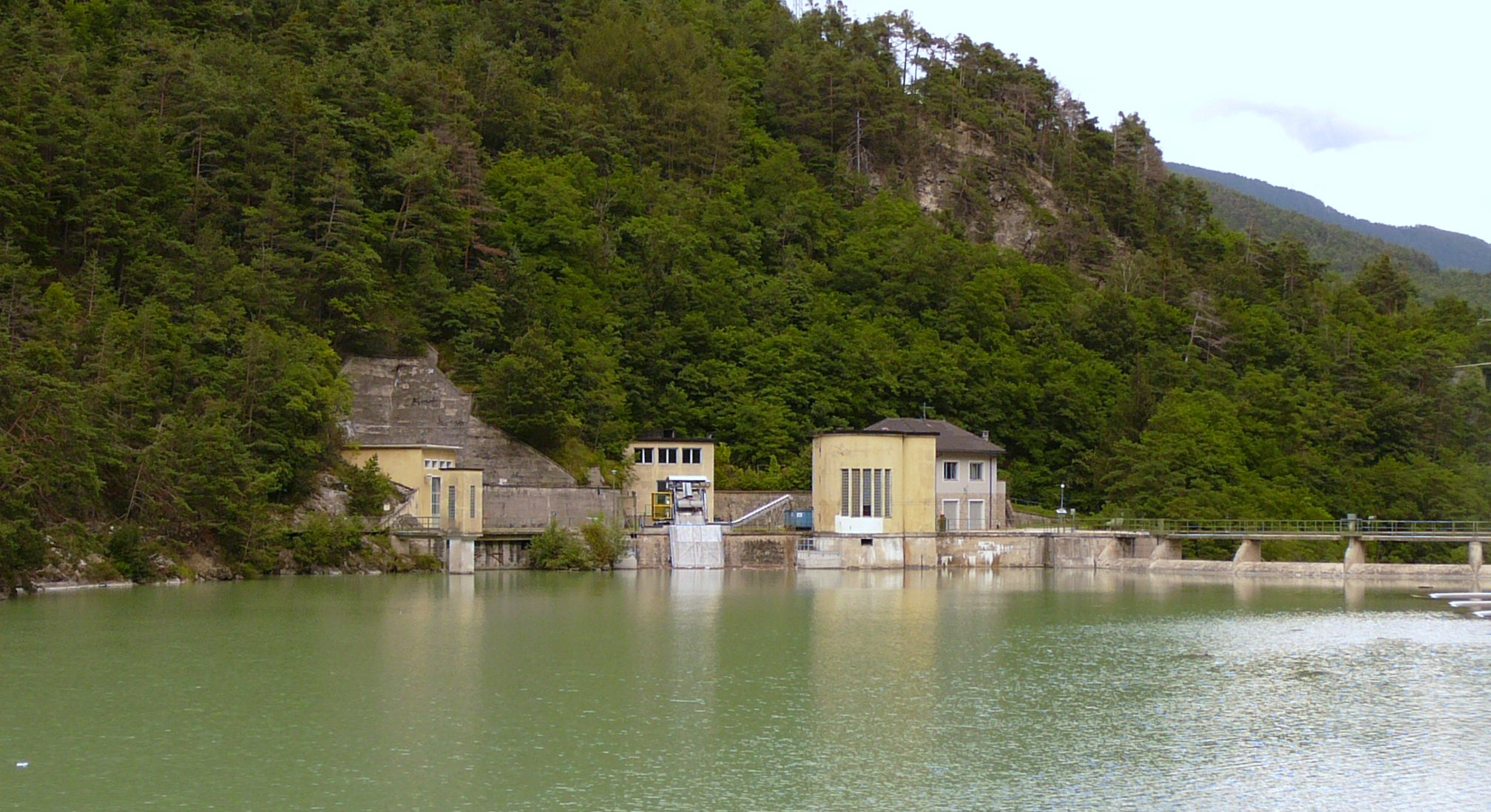
A franzensfestei duzzasztógát és mesterséges tó (Lago Forezza)

Franzensfeste (Fortezza), Klausen (Chiusa) és Waidbruck (Ponte Gardena) térségében a folyót részben elterelve duzzasztógátakat építettek, és elektromos energiát termelnek.

## Kapcsolódó irodalom
- Egon Kühebacher.szerk.: Landesdenkmalamt Bozen: Die geschichtlich gewachsenen Namen der Täler, Flüsse, Bäche und Seen, Die Ortsnamen Südtirols und ihre Geschichte, Band 2. Athesia, 59–61. o. (1995). ISBN 88-7014-827-0
- Fiumi e torrenti dell’Alto Adige. Qualità biologica dei singoli corsi d’acqua. Fiume Isarco (olasz nyelven). Provincia autonoma di Bolzano. Agenzia provinciale per l’ambiente.. (Hozzáférés: 2017. május 17.)
- Wetter / Pegelstationen (aktuális és vízállás-jelentés). Eisack / Isarco (Bolzano) (német (olasz) nyelven). Provincia autonoma di Bolzano. Agenzia provinciale per l’ambiente.. (Hozzáférés: 2017. május 17.)